# Mario Medina Varela
Mario Medina Varela (San Cristóbal, 16 de octubre de 1958) es un exciclista profesional venezolano.
Ganó la Vuelta al Táchira y la Vuelta a Venezuela, compitió en los Juegos Olímpicos de 1980, y otras competiciones nacionales.

## Palmarés
1978
- 4.º en 1.ª etapa Vuelta a Costa Rica, San José  Costa Rica

1979
- 5.º en Clasificación General Final Vuelta al Táchira  Venezuela
- 3.º en 1.ª etapa Carrera Transpeninsular, La Paz  México
- 6.º en Clasificación General Final Carrera Transpeninsular  México

1980
- 4.º en 8.ª etapa Vuelta al Táchira, Tovar  Venezuela
- 34.º en Juegos Olímpicos de Moscú 1980, Ruta,  Moscú  Unión Soviética

1982
- 3.º en XIV Juegos Centroamericanos y del Caribe, Ruta, Contrarreloj por Equipos, Habana  Cuba

1983
- 1.º en Clasificación General Final Vuelta al Táchira  Venezuela

1986
- 1.º en Clasificación General Final Vuelta a Venezuela  Venezuela

1988
- 3.º en 1.ª etapa parte B Vuelta al Táchira, El Pinar  Venezuela
- 5.º en 4.ª etapa Vuelta al Táchira, La Grita   Venezuela
- 5.º en 6.ª etapa Vuelta al Táchira, Colón  Venezuela
- 2.º en 7.ª etapa Vuelta al Táchira, San Cristóbal   Venezuela
- 3.º en Clasificación General Final Vuelta al Táchira  Venezuela

1989
- 2.º en Clasificación General Final Vuelta Independencia Nacional  República Dominicana

1990
- 2.º en Clasificación General Final Vuelta Independencia Nacional  República Dominicana
- 5.º en 8.ª etapa Vuelta al Táchira, La Grita  Venezuela

## Equipos
- 1978  Club Martell
- 1983  Lotería del Táchira
- 1988  Lotería del Táchira
- 1992  Cadafe